# Pseudo-Dionís l'Areopagita

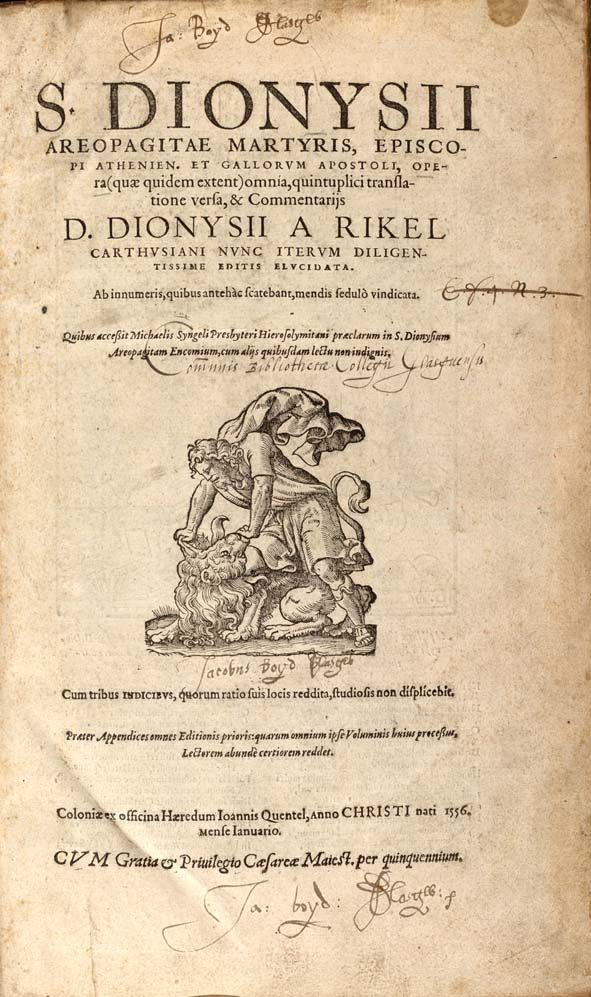
Obra del filòsof grec.

Pseudo-Dionís l'Areopagita, o simplement Pseudo-Dionís, va ser un autor anònim Grec, teòleg cristià i filòsof neoplatònic de finals del segle V a principis del VI, que va escriure com pseudo-epígraf un conjunt d'obres conegudes com a Corpus Areopagiticum o Corpus Dionysiacum.
La seva obra va ser atribuïda a Dionís l'Areopagita, el convers atenenc de Sant Pau mencionat a Fets 17:34. El Pseudo-Dionís s’identifica a les seves obres amb l'Areopagita perquè afirma haver estat deixeble de Sant Pau. Aquesta atribució li va donar una gran autoritat a les primeres dècades del cristianisme i la seva obra va ser molt influent en els escrits teològics posteriors, tant a Orient com a Occident.
Al Corpus Areopagiticum s'hi troben obres molt influents a la filosofia medieval, com ara Noms Divins, Jerarquia Celestial, Teologia Mística, i diverses epístoles. Altres obres seves, com Guies Teològiques, s'han perdut. Els seus textos són de caràcter místic i mostren una forta influència neoplatònica.
Els Escrits Dionisíacs (Corpus Dionysiacum) i el seu ensenyament místic van ser universalment acceptats a tot l'Orient, tant entre els calcedonis com els no calcedonis, i també van tenir un fort impacte en el misticisme occidental medieval posterior, sobretot en el Mestre Eckhart. La seva influència va disminuir a Occident amb la demostració al segle xv que els seus escrits eren posteriors al que s’havia cregut fins llavors, però a les últimes dècades l'interès acadèmic pel Corpus Areopagiticum ha tornat a augmentar.

## Autoria
Durant l'edat mitjana es considerava a Dionís l'Areopagita i a Sant Dionís de París la mateixa persona, creient que després de la conversió per Sant Pau, l'Areopagita havia viatjat a França on predicà i fou martiritzat. La confusió entre aquestes dues figures històriques es va complicar encara més amb la identificació de l'Areopagita com a autor de les obres de Pseudo-Dionís.
Als voltants de l'any 1121, Pere Abelard, un monjo benedictí de l'Abadia de Sant Dionís (al nord de París) va estudiar amb detall la vida del seu sant patró i va esclarir les tres identitats diferents. La resta de monjos no van rebre bé l'aparent rebaixa de l'estatus de Sant Dionís, i Abelard no romangué gaire temps més a l'abadia.
L'humanista florentí Lorenzo Valla (mort 1457), en els seus comentaris al Nou Testament, va contribuir significativament a establir que l'autor del Corpus Areopagiticum no podia ser el convers de Pau, tot i que no va ser capaç d'identificar l'autor real de les obres.
La visió de Valla sobre l'autoria va ser acceptada i publicada per Erasme a partir del 1504, fet pel qual fou criticat per alguns teòlegs catòlics. Durant el segle xix també l'Església va acceptar que el Corpus no havia pogut ser escrit per un contemporani de Pau i que l'afirmació era una tan sols una llicència de l'autor.